# Kamenné mlieko
Kamenné mlieko je jeskyně a přírodní památka v katastrálním území obce Liptovský Ján v okrese Liptovský Mikuláš v Žilinském kraji na Slovensku. Chráněné území bylo vyhlášeno v roce 1944. Předmětem ochrany je volně přístupná jeskyně na území národního parku Nízké Tatry.